# Савельево (Ступинский район)
Савельево — деревня в Ступинском районе Московской области в составе Городского поселения Малино (до 2006 года — входила в Дубневский сельский округ). На 2016 год Савельево, фактически, дачный посёлок — при 7 жителях в деревне 6 улиц, деревня связана автобусным сообщением с соседними населёнными пунктами. В 1-й половине XIX века в Савельево была сооружена деревянная Преображенская церковь, на месте которой в 1903 году была построена одноглавая кирпичная трехпрестольная, снесённая в середине XX века.

## Население
| 2002 | 2006 | 2010 |
| ---- | ---- | ---- |
| 24   | ↘18  | ↘7   |

Савельево расположено в центральной части района, в 2,5 км к юго-западу от Малино по Староситненскому шоссе, у истоков реки Дубровка (левый приток Каширки), высота центра деревни над уровнем моря — 165 м. Ближайшие населённые пункты: Сотниково — на другой стороне шоссе и Бабеево — примерно в 0,8 км на северо-запад.